# ラブテスター

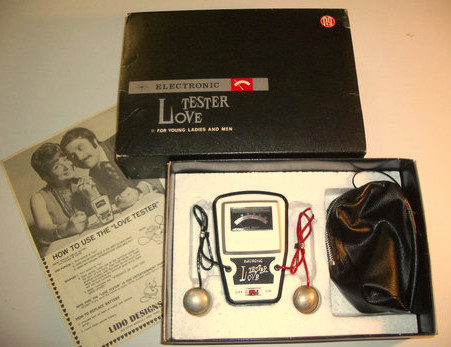

ラブテスターは、1969年（昭和44年）に任天堂が発売した玩具である。

## 概要
横井軍平が開発に関わったポリグラフの機能を用いた玩具。電流計のような形状で、本体から延びた2本のコードの先端にはセンサーが付いており、この部分を二人が一つずつ握ってからもう一方の手を互いに握り合うことでメーターの針が動き、二人の「愛情度」の値が指し示される（最高値は100）。センサーは、電気抵抗の変化を感知する機能を備えている。つまり「愛情度」とは、センサーを握る手のひらの温度上昇や発汗による電気抵抗の変化の度合いを表したものである。開発の動機は恋愛にフランクな時代ではなく「男女が気兼ねなく手を繋げるように」ということから。テレビCMなどが話題となったが売上が伸び悩み、発売から1年ほどで製造中止となった。
マニュアルにはキスした方が水分が多くなり愛情度が高く表示されることが書かれていたが、使用者から「キスしても愛情度が上がらない」との声が寄せられたこともあった。
後述のように、タイトーとテンヨーから復刻版が発売された。また、任天堂製のコンピュータゲーム内で、ラブテスターやそれを基にした要素がたびたび用いられている。

## 復刻版
- 2008年（平成20年）に、タイトーからプライズゲーム用の景品として発売された。仕組みはオリジナル版と同様だが、デザインが異なる[5]。
- 2010年（平成22年）6月24日に、テンヨーから復刻版が発売された。タイトー版とは違い、オリジナル版のデザインを再現している[6]。
- 2024年（令和6年）10月2日にオープンしたニンテンドーミュージアムの内部にラブテスターSPが登場。手を繋ぐ部分はそのままに、内部カメラで2人を撮影し、その場で様々な『テスト』を行い測定する。記念撮影も出来る。

## ゲームソフトにおける登場
まわるメイドインワリオ
ラブテスターをモチーフにしたミニゲームが「ラブテスター2004」の名前で収録されている。
ピクミン2
収集要素の「お宝」の一つとして、ラブテスターが「おたからセンサー・プロトタイプ」の名前で登場する。
マジック大全
ニンテンドーDS本体のタッチパネルに二人で触れることで画面上に親密度を表示する「ラブテスター」というマジックが収録されている。本物のラブテスターのように測定するわけではなく、実際は任意で親密度を変えられる。
とびだせ どうぶつの森 / どうぶつの森 ハッピーホームデザイナー
家の部屋内に置ける家具の一つとして登場する。
メイド イン ワリオ ゴージャス
ミニゲームの一つとして登場（『まわるメイドインワリオ』のものとは別物）。また、ニンテンドー3DS本体のタッチパネルに二人でハートマークを左右半分ずつ書いて愛情度を測るミニゲームが「ニューラブテスター」の名前で収録されている。